# Perperikon
Perperikon ili (latinski: Perpericon; grčki: Περπερικον;) u Bugarskoj je arheološki kompleks koji se sastoji od velikog megalitskog hrama. Izgrađen je prije oko 8000 godina tijekom kamenog doba, bio nastanjen tijekom doba antike do srednjeg vijeka. Tračani su smatrali Perperikon svetinjom. Kasnije tu su živjeli Rimljani, Goti, Bizantinci i Bugari. Uništili su ga Osmanlije u 14. stoljeću.
Perperikon se nalazi u istočnim Rodopima, 15 km sjeveroistočno od grada Krdžali.

## Vanjske poveznice
- Službena stranica (engl.)
- Perperikon im Multimedialni Katalog  Arhivirana inačica izvorne stranice od 23. travnja 2016. (Wayback Machine)
- Fotografije